# Sumpantiloper
Sumpantiloper (Reduncinae) er en underfamilie blandt de skedehornede hovdyr. Der findes to slægter, rørbukke (Redunca) og vandbukke (Kobus). Rørbukke er af størrelse med rådyr og har en kort lodden hale og en nøgen kirtelplet under de lange ører, og hannes horn er fremadrettede. Hos vandbukkene har kun hannerne horn.

## Systematik
- Underfamilie Reduncinae
  - Slægt Redunca
    - Rørbuk Redunca arundinum
    - Bjergrørbuk Redunca fulvorufula
    - Bohor-rørbuk Redunca redunca

  - Slægt Kobus
    - Vandbuk Kobus ellipsiprymnus
    - Kob Kobus kob
    - Letjevandbuk Kobus leche
    - Nilletje Kobus megaceros
    - Puku Kobus vardonii